# Ebru Özkan
Ebru Özkan, née le 18 novembre 1978 à Ankara, est une actrice et mannequin turque. Ebru est surtout connue pour avoir joué le rôle de Dilara, aux côtés de Erkan Petekkaya dans la série télévisée turque Paramparça. La série a connu un énorme succès en Turquie, ainsi que dans le monde arabe, la Grèce

## Filmographie
- Ben Bu Cihana Sığmazam (2022-) Leyla Türk
- Gri (2022) Hülya
- Hakim (2022) Yasemin Kaner
- Şahmaran (2022) Çavgeş
- Türkler Geliyor: Adaletin Kılıcı (2020) Mara Hatun
- Hekimoğlu (2019-2021) İpek Tekin
- Şahin Tepesi (2018) Melek Özden Şahin
- Paramparça  (2014-2017) Dilara Terzioglu / Dilara Gürpınar
- Rüzgar hatıraları (2015) Leyla
- Not Defteri (2014) Suna
- Bebek Işi (2013) Candan
- Hayatımın Rolü  (2012) Ela
- Anneler ile kızları (2011) Defne
- Hanımın Çiftliği (2009–10) Halide
- Çınar Ağacı (2010) Berini
- Güldünya (2009)  Duru
- Kara İnci (2007)  Secil
- Gözyaşı Çetesi (2006)  Deniz
- Kabuslar Evi: Bir Kış Masalı (2006)  Melisa

## Theatre
- Pandaların Hikayesi (2012)
- Romeo ve Juliet (2008)
- Arzu Tramvayı (2008)
- Atları Da Vururlar (2005)